# Vysoké Pole
Vysoké Pole (deutsch Wisokopole, 1939–1945 Hochfeld) ist eine Gemeinde in Tschechien. Sie liegt sieben Kilometer nordwestlich von Valašské Klobouky in der Mährischen Walachei und gehört zum Okres Zlín.

## Geographie

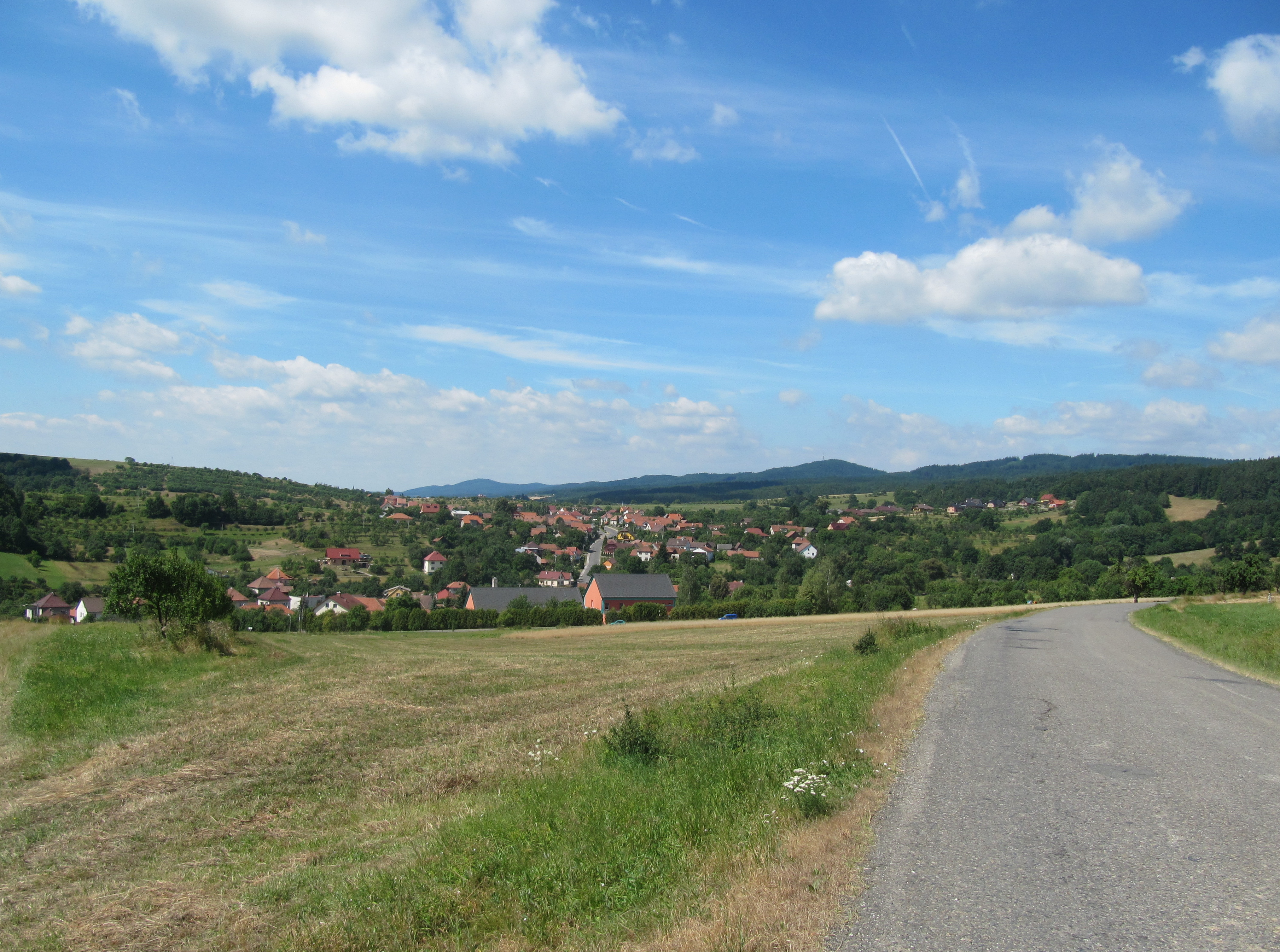
Ortsansicht

Vysoké Pole befindet sich rechtsseitig der Vlára im Tal ihres Zuflusses Vysokopolský potok am Südabfall der Vizovická vrchovina. Das Dorf liegt am Rande des Naturparks Vizovická vrchovina. Nördlich erheben sich der Kruhy (568 m), die Skalice (708 m), Rovně (702 m) und Klášťov (753 m), im Nordosten die Hůrka (634 m) und Bařinka (716 m), östlich der Humenec (510 m), im Südosten die Hrušové (498 m) und der Kobylinec (473 m), südlich die Díly (500 m), im Westen die Doubrava (676 m) sowie nordwestlich der Suchý vrch (693 m).
Nachbarorte sind Skalice, Bratřejov, Pozděchov und Klementina im Norden, Ploština, Osičí und Sochorák im Nordosten, Drnovice, Tichov und Díly im Osten, Smolina und Mirošov im Südosten, Pod Polem, Vrchy, Vlachova Lhota, Vlachovice und U Raků im Süden, Haluzice, Ohřeblíky und Újezd im Südwesten, U Černůšků, Lipůvky und Na Nivě im Westen sowie Bojatín, Vizovice und Lhotsko im Nordwesten.

## Geschichte
Byssokapoli wurde erstmals 1261 in der Gründungsurkunde des Klosters Smilheim als klösterlicher Besitz erwähnt. 1481 wurde der Ort als Vysoké Pole bezeichnet. Zu den Besitzern des Dorfes gehörten nach dem Untergang des Klosters ab 1460 die Herren von Cimburg. 1483 erhielten die Nachkommen des Klosterstifters Smil von Zbraslav und Střílky, die Herren von Kunstadt, von König Vladislav II. die Güter zu der nie realisierten Absicht der Wiedererrichtung des Klosters rückübertragen. 1549 erwarb Wenzel von Boskowitz die Herrschaft Vizovice. Von dessen Nachkommen kaufte sie im Jahre 1574 Zdeněk Říčanský Kavka von Říčany, der kurz zuvor die Herrschaft Brumov erworben hatte. Zdeněk Říčanský löste die Dörfer Wysoky Pole, Polanka, Léskovec, Drnovice, Újezd, Loučka und Slopné von Vizovice los und schlug sie der Herrschaft Brumov zu. Den größten Teil der Herrschaft Vizovice überließ er im selben Jahre Anna von Nevědomí. Die Kavka von Říčany hielten die Herrschaft bis 1622. Zu den nachfolgenden Besitzern gehörten von 1626 bis 1662 Nikolaus und Esther Forgács. Im Hufenregister von 1656 sind 23 Anwesen ausgewiesen. Beim Türkeneinfall von 1663 wurde ein Einwohner ermordet. Ab 1685 kam Wysoky Pole zum Anteil von Julius Karl Podstatzky von Prusinowitz und Maria Theresia von Brasiciani. Julius Karl Podstatzky fiel 1710 in der Schlacht bei Friedberg. Seine Güter lagen danach lange Zeit verlassen, 1717 fiel sein Erbe den Grafen von Waldorf zu. 1718 kaufte Leopold Eugen Podstatzky, ein Sohn des gefallenen Julius Karl, Wysoky Pole zurück. Nach der Teilung der Herrschaft Brumov gehörte Wysokopolie ab 1731 zur Anderen Herrschaft (Brumov II) in Haluzice und damit bis 1796 den Grafen von Waldorf, die bereits seit 1709 einen 18-%-Anteil an der Herrschaft Brumov hielten. Im Jahre 1748 wurde das Dorf von einer Heuschreckenplage heimgesucht. 1790 lebten in den 92 Häusern des Ortes 520 Personen. Im Jahre 1796 erwarb Franz Kajetan Graf Chorinsky die Herrschaft Brumov II. Zu Beginn des 19. Jahrhunderts begann in dem Dorf durch den Lehrer von Újezd der Schulunterricht. 1846 wurde der Ort als Wisokepole bezeichnet. Pfarrort ist seit eh und jeh Újezd. Bis zur Mitte des 19. Jahrhunderts blieb das Dorf der Herrschaft Brumov II untertänig.
Nach der Ablösung der Patrimonialherrschaften bildete Wisokepole ab 1850 eine Gemeinde in der Bezirkshauptmannschaft Ungarisch Brod und dem Gerichtsbezirk Valašské Klobouky. 1865 wurde das Dorf dem Bezirk Valašské Klobouky zugeordnet und 1868 kam es zurück zum Bezirk Uherský Brod. 1865 bezog die Schule ein eigenes Schulhaus, das 1898 erweitert wurde. Seit 1872 wurde der Ort als Wisokopole bzw. Vysoké Pole bezeichnet. 1890 bestand das Dorf aus 114 Häusern und hatte 607 Einwohner. Im Jahre 1896 verkauften die Grafen Chorinsky die Güter von Brumov II an Anton Dreher, der bereits Brumov I besaß. Im Jahre 1901 zerstörte ein Großbrand 16 Gehöfte. Nach dem Tode des Dreher-Enkels und Universalerben Oskar fielen die Brumover Güter 1926 seiner Mutter Edeltruda zu, die sie bis zur Enteignung 1945 besaß. Im Jahre 1930 hatte Vysoké Pole 674 Einwohner und bestand aus 126 Häusern. Nach der deutschen Besetzung wurde der deutsche Name des Ortes in Hochfeld germanisiert. Am 19. April 1945 verbrannten beim Massaker von Ploština auch sieben Einwohner aus Vysoké Pole/Hochfeld. Nach der erneuten Errichtung des Okres Valašské Klobouky wurde die Gemeinde Vysoké Pole 1949 diesem zugeordnet. Bei der Gebietsreform von 1960 kam Vysoké Pole zum Okres Gottwaldov. Beim Zensus von 2001 wurden in der Gemeinde 230 Häuser und 760 Einwohner gezählt. Drei Jahre später lebten in dem Dorf 798 Personen und die Anzahl der Häuser war auf 249 angewachsen.

## Sehenswürdigkeiten
- Wallfahrtskapelle der Jungfrau Maria (Vysocká kaple), das 1706 unter finanzieller Beteiligung von Julius Karl Podstatzky von Prusinowitz und Maria Theresia von Brasiciani einen Kilometer nordwestlich des Dorfes in der Flur Bojatín an einer wundertätigen Quelle errichtete Bauwerk wurde recht bald zu einem Wallfahrtsort und vor allem von Müttern aufgesucht, da dem Quellwasser Heilkräfte gegen Kinderkrankheiten zugeschrieben wurden. Die Kapelle wurde 1790 im Zuge der Josephinischen Reformen abgetragen und der Marienaltar in die Kirche nach Újezd verbracht. 1875/1876 wurde sie wiederhergestellt.
- Kreuze an der Wallfahrtskapelle, geschaffen 1777 und 1838
- Wegekreuz an der Straße nach Újezd, errichtet zu Beginn des 19. Jahrhunderts
- Klášťov, höchster Berg der Vizovická vrchovina, mit Burgstall
- Kapelle U Františka, an der Quelle am Fuße des Suchý vrch

## Söhne und Töchter der Gemeinde
- Erwin Schimitschek (1898–1983), Forstentomologe und Hochschullehrer